# Buergeria buergeri
Buergeria buergeri är en groddjursart som först beskrevs av Temminck och Hermann Schlegel 1838.  Buergeria buergeri ingår i släktet Buergeria och familjen trädgrodor. IUCN kategoriserar arten globalt som livskraftig. Inga underarter finns listade.